# Stazione di Cisterna di Latina
La stazione di Cisterna di Latina è una stazione intermedia della ferrovia Roma-Napoli (via Formia); è fermata dei treni della linea regionale FL 7. È situata in pieno centro, presso la piazza Salvo d'Acquisto.

## Storia
La stazione di Cisterna di Latina fu aperta all'esercizio il 17 luglio 1922 contestualmente all'entrata in funzione della tratta Campoleone-Formia della Direttissima Roma-Napoli realizzando così il collegamento della località con la capitale.
La stazione subì pesanti danneggiamenti nella primavera del 1944 a causa degli scontri tra i tedeschi e gli alleati e soprattutto per il duro bombardamento dell'area di Cisterna da parte di questi ultimi.
Nel 1947 mutò denominazione da "Cisterna di Littoria" a "Cisterna di Latina".

## Strutture e impianti
Il fabbricato riflette lo stile essenziale dell'epoca di costruzione; è a due elevazioni con servizi disgiunti. È stato dotato di pensiline a servizio dei 3 binari in uso per viaggiatori solo in tempi recenti.
Il fascio binari è composto di 4 binari dei quali i primi due sono quelli di corsa della Ferrovia Roma-Formia-Napoli e sono utilizzati per il transito. La stazione viene utilizzata anche per il servizio regionale e metropolitano della linea FL7 (Roma-Latina) adibendo allo scopo i binari 3 e 4.
Per quello che riguarda la categorizzazione delle stazioni RFI la considera di categoria silver.
La stazione è dotata di bar e sottopassaggio.